# 路芙
路芙（Tsang Kit Ruth，1967年9月20日—），原名曾潔芳，資深電台節目主持人，服務新城電台18年，見證該台數次變革。新城知訊台娛樂節目《娛樂旗艦店》、長壽靈異節目《恐怖熱線》、音樂流行榜《音樂先鋒榜》主持，直至2016年1月8日主持最後一集節目後，連同30多名DJ被新城一併辭退。曾參與無綫電視節目及劇集。

## 背景
路芙於荃灣出生，約於一至兩歲時搬往石硤尾邨某座九樓居住。其家有一兄一姊，父母皆為天台小學的教師，其父後來成為牧師。她曾就讀佐敦谷信義學校，後升讀當時位於石硤尾的加拿大神召會嘉智中學（1984年中五畢業）。畢業後到深水埗的瑪利亞書院就學，並於1988年畢業。其後到美國林肯大學升學，修讀美術系學士課程。
2014年10月，初次演出電視劇《老表，你好hea！》。
2021年6月為無綫經理人合約。

### 政治立場
路芙亦有參與支持港版國安法的聯署。

## 主持節目（新城廣播）
| 首播           | 節目名         | 備註 |
| 2011年-2016年  | 家天下         |      |
| 2011年-2016年  | 恐怖熱線       |      |
| ？－2007年     | 娛樂大風收     |      |
| 2005年－2006年 | 聯 Fan BARcode |      |
| 2005年－2007年 | 粵港越流行     |      |
| 2008年－？     | 粵港潮         |      |
| 2008年－？     | 精英 A 班 \|   |      |
| 2009年－2016年 | 娛樂旗艦店     |      |
| 2009年－2016年 | 音樂先鋒榜     |      |
| ？-2016        | 音樂營養       |      |

## 經歷
起初與潘紹聰主持《恐怖熱線》（當時仍為Phone-In節目），之後退出靈異節目。2011年3月，《恐怖熱線》復播，路芙回歸主持星期日的時段。嘉賓主持有法科師傅高萌禧師傅及東青傳道。

## 演出作品

### 電視劇
- 2014年：《老表，你好hea！》飾 黎彼得（Peter仔）
- 2015年：《沒女神探》飾 客戶
- 2018年：《波士早晨》飾 蘇紅
- 2018年：《VR驅魔人》（ViuTV）
- 2022年：《美麗戰場》飾 嬌
- 2023年：《新聞女王》飾 李顯霆

### 廣告
- 2016年：洗碗易

### 綜藝節目（TVB）
- 2021年：《識貨》
- 2023年：《獎門人聖誕感謝祭》[5]

## 外部連結
- 路芙的新浪微博